# Joan Casimir de Zweibrücken-Kleeburg
Joan Casimir de Zweibrücken-Kleeburg (en alemany Johann Kasimir von Pfalz-Zweibrücken-Kleeburg) va néixer a Zweibrücken (Alemanya) el 20 d'abril de 1589 i va morir al palau de Stegeborg a Suècia el 18 de juny de 1652. Era un noble alemany, el tercer fill del comte palatí Joan I de Wittelsbach (1550-1604) i de Magdalena de Cleves (1553-1633), neta de l'emperador Ferran I.
Comte palatí de Zweibrücken-Neukastel des de 1611 fins a 1617, i del Palatinat de Zweibrücken-Kleeburg des de 1617 fins al 1652, va ser el fundador de la línia sueca de la Casa del Palatinat-Zweibrücken.
El 1613 se li va encarregar en nom dels nobles protestants negociar una aliança amb el rei Gustau Adolf II de Suècia. Allà conegué la seva futura esposa. Durant la Guerra dels Trenta Anys va deixar la seva residència de Birlenbach a Weissenburg Unterelsaß, per establir-se al palau de Stegeborg que li havia estat concedit com a feu pel rei Gustau.
Després de la mort del rei suec a la batalla de Lützen el 1632, va ocupar-se de la regència el canceller Axel Oxenstierna, donada la minoria d'edat de la reina Cristina. Joan Casimir va constituir a Stegeborg un cercle d'opositors al regent. El 1644, quan Cristina fou declarada major d'edat va buscar el suport de Joan Casimir i dels seus dos fills, Carles Gustau i Joan Gustau Adolf, amb els quals s'havia criat, per tal l'alliberar-se del paternalisme d'Oxenstierna. El 1647, la reina va nomenar Carles Gustau com a general suprem de les tropes sueques a Alemanya, amb la intenció de casar-s'hi després. I dos anys després, el parlament suec el nomenà hereu de la corona, que era l'objectiu perseguit per Joan Casimir. Amb tot, la reina Cristina, el 1650, va canviar de parer i renuncià a casar-s'hi, però el 6 de juny de 1654 va abdicar a favor seu, de manera que el fill de Joan Casimir va ser coronat rei amb el nom de Carles X de Suècia.

## Matrimoni i fills
El 21 de juny de 1615 es va casar a Estocolm amb la princesa Caterina Vasa (1584 - 1638), filla del rei Carles IX de Suècia i d'Anna Maria de Wittelsbach
(1561-1589). El matrimoni va tenir nou fills: 
- Cristina Magdalena (1616-1662), casada amb Frederic VI de Baden-Durlach (1617-1677).
- Carles Frederic (1618-1619).
- Elisabet Amàlia (1619-1628).
- Carles Gustau (1622-1660), casat amb Hedwig Elionor de Schleswig-Holstein-Gottorp (1636-1715).
- Maria Eufròsia (1625-1687), casada amb Magnus Gabriel De la Gardie († 1686).
- Elionor Caterina (1626-1692), casada amb Frederic de Hessen Eschwege (1617-1655),
- Cristina (1628-1629).
- Adolf Joan (1629-1689).
- Joan Gustau (* 1630).